# 丘費爾特峰
丘費爾特峰（英語：Tschuffert Peak）是南極洲的山峰，位於麥克羅伯特森地，處於泰勒冰川和查普曼嶺之間，挪威製圖師根據該國探險隊拍攝的空中照片繪入地圖，現時由南極條約體系管理。